# Gayernweg 65

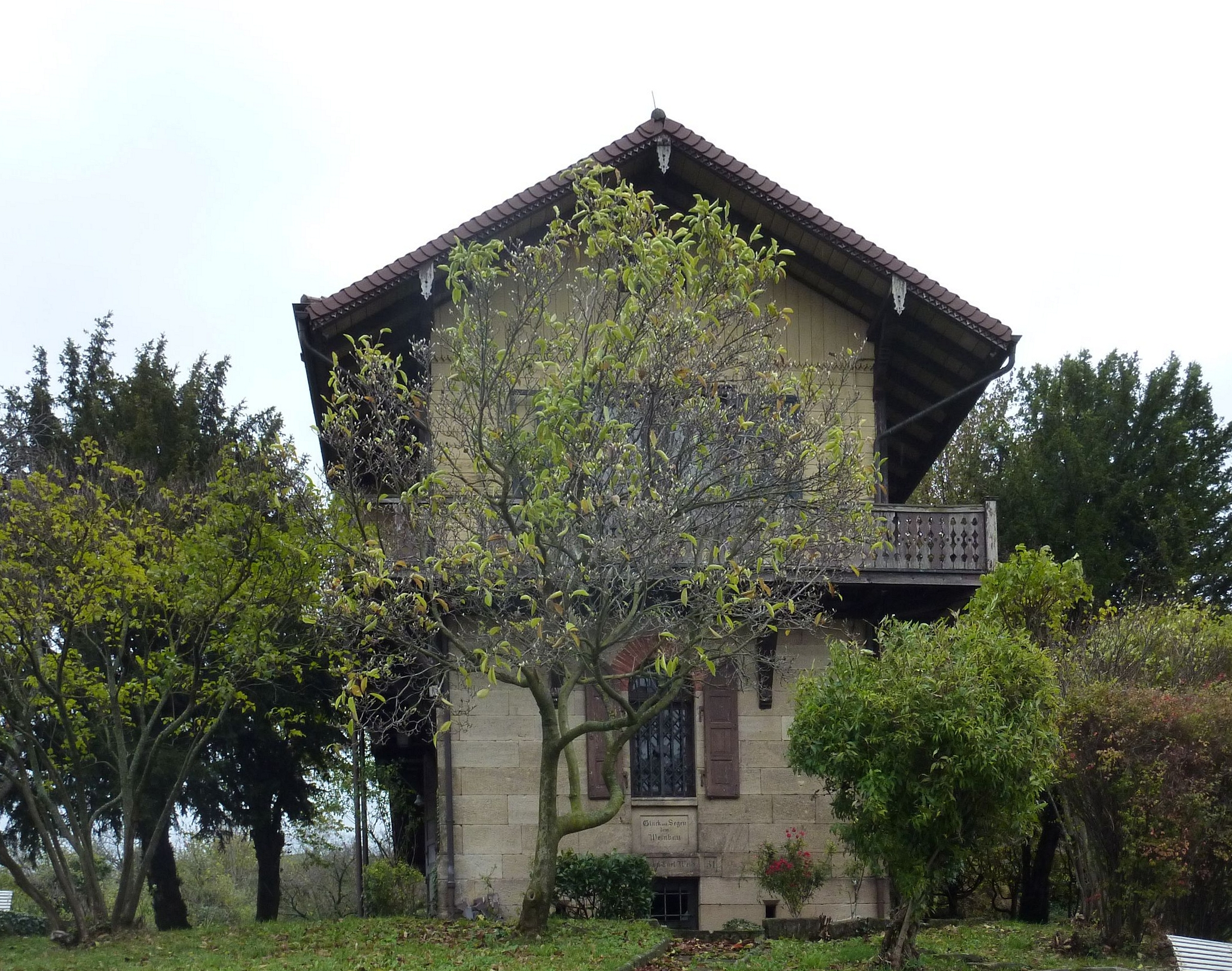
Talseite

Das Haus Gayernweg 65 in Mettingen ist ein denkmalgeschütztes ehemaliges Sommerhaus.

## Geschichte und Beschreibung
Carl Jakob Christian Weiß ließ das Sommerhaus im Jahr 1851 in seinem Versuchsweinberg auf der Neckarhalde errichten, in dem er mit Rebsorten für die Sektproduktion experimentierte. Im Schwäbischen Merkur vom 4. Oktober 1851 wurde über den Neubau, der den Namen „Weißeck“ erhielt, berichtet. Auf der Talseite ist die Bauinschrift „Glück und Segen dem Weinbau“ zu lesen. Darunter, über dem Kellereingang, befindet sich die Inschrift „Erbaut von Carl Weiß“ samt Angabe des Baujahrs. Das zweigeschossige Gebäude mit Satteldach wurde aus Sandsteinquadern errichtet, was der örtlichen Bautradition entsprach, weist aber alpenländische Einflüsse in Form eines weit vorkragenden Überstandes des nur leicht geneigten Daches auf. Es befand sich mehr als 150 Jahre lang im Besitz der Familie Weiß, die bis 2004 Alleininhaberin der Sektkellerei Kessler war.